# Municipalità 2 di Napoli
La Municipalità 2 è uno dei 10 municipi in cui è suddiviso il comune di Napoli, istituiti il 10 febbraio 2005.

## Dati territoriali
Il territorio della municipalità è formato da 6 quartieri:
| Quartiere     | Superficie | Abitanti |
| ------------- | ---------- | -------- |
| Avvocata      | 1,22 km²   | 33 001   |
| Mercato       | 0,39 km²   | 9 352    |
| Montecalvario | 0,75 km²   | 23 050   |
| Pendino       | 0,63 km²   | 16 848   |
| Porto         | 1,14 km²   | 4 830    |
| San Giuseppe  | 0,43 km²   | 5 191    |
| Totale        | 4,56 km²   | 92 272   |

### Zone appartenenti
- Borgo Orefici
- Forcella (Napoli)
- Quartieri Spagnoli
- Porta Nolana
- Port'Alba
- Rettifilo
- Rione Carità
- Materdei
- Montesanto

## Amministrazione
| Periodo | Periodo   | Primo Cittadino    | Partito      | Carica     | Note |
| ------- | --------- | ------------------ | ------------ | ---------- | ---- |
| 2011    | 2021      | Luigi De Magistris | IdV / DemA   | Presidente |      |
| 2021    | in carica | Gaetano Manfredi   | Indipendente | Presidente |      |